# Inés San Martín
Inés San Martín (Rosario, 1986) es una periodista argentina que fue coeditora y responsable en Roma del periódico Crux entre enero de 2014 y septiembre de 2022. Desde septiembre de 2022, es la vicepresidenta de marketing y comunicaciones de las Obras Misionales Pontificias de Estados Unidos.
Licenciada y máster en comunicación por la Universidad Austral, empezó a trabajar de periodista en el suplemento Valores religiosos de Clarín en octubre de 2012. Fue responsable internacional de comunicación de la Jornada Mundial de la Juventud 2013.
En junio de 2014 empezó a trabajar en Crux, un proyecto de nueva creación impulsado por The Boston Globe y liderado por John L. Allen Jr., que desde abril de 2016 pasó a ser un periódico independiente. San Martín fue corresponsal en el Vaticano hasta julio de 2018, cuando pasó a ser responsable del periódico en Roma y coeditora junto con Allen. Ha viajado con el Papa Francisco a más de 30 países.
Ha dado charlas sobre el Papa Francisco, el Vaticano y la comunicación de la Iglesia en Estados Unidos, Chile, México, Italia e Irlanda.